# Solpuga mulongoa
Espèce
Solpuga mulongoa est une espèce de solifuges de la famille des Solpugidae.

## Distribution
Cette espèce est endémique de République démocratique du Congo. Elle se rencontre vers Mulongo dans la province du Haut-Lomami.

## Étymologie
Son nom d'espèce lui a été donné en référence au lieu de sa découverte, Mulongo.

## Publication originale
- Benoit, 1960 : Les Solifuges du Congo Belge et du Ruanda-Urundi. Revue de Zoologie et de Botanique Africaines, vol. 62, p. 277–288.